# Cephaloziella obcordata
Cephaloziella obcordata là một loài rêu tản trong họ Cephaloziellaceae. Loài này được (E.A. Hodgs.) E.A. Hodgs. miêu tả khoa học lần đầu tiên năm 1972.